# Poesiomat (Pardubice)
Poesiomat v Pardubicích, psáno také Poeziomat v Pardubicích, je první poesiomat postavený v Pardubickém kraji dle návrhu Ondřeje Kobzy. Je umístěn na náměstí Jana Pernera u hlavního nádraží v pardubické části Zelené Předměstí.

## Další informace
Poesiomat v Pardubicích je černé ocelové zahnuté „potrubí“ připomínající vyústění vzduchotechniky. Uvnitř je elektronické zařízení a reproduktory pro přehrávání zvukového záznamu se základním mechanickým ovládáním pomocí kliky. Účelem tohoto uměleckého díla je spojení poezie a veřejného prostoru. Posluchač si může zvolit poslech autentického hlasu pardubického Krychliče, který promlouvá o lidech, živote, empatii, lásce a hlouposti. Nebo umělce spjaté s Pardubicemi, např. kapely Dukla Vozovna a Vypsaná fiXa, básníky Petra Kabeše, Jiřího Grušu, Jiřího Pištoru, Jana Buryánka, Ludmilu Maceškovou (pseudonym Jan Kameník) a Pavla Rajchmana, divadelního režiséra Huberta Krejčího, spisovatelku Lucii Faulerovou, píseň Šel nádražák na mlíčí z Divadla Járy Cimrmana, recept na pardubický perník, znělky hlášení pardubického nádraží a hymnu pardubického hokeje. Poesiomat, který byl slavnostně uveden do provozu 14. června 2023, je celoročně volně a bezplatně přístupný. Je také považován za hravou interaktivní čekárnu vlakového nádraží. Realizaci poesiomatu finančně podpořilo statutární město Pardubice, Pardubický kraj, České dráhy a symbolicky také Správa železnic. V těsné blízkosti se nachází bronzová socha Jana Pernera.